# Tineovertex antidroma
Tineovertex antidroma is een vlinder uit de familie van de echte motten (Tineidae). De wetenschappelijke naam van de soort werd als Tinea antidroma in 1931 gepubliceerd door Edward Meyrick.